# Stazione di Borgoratto
La stazione di Borgoratto è una fermata ferroviaria posta lungo la linea Alessandria-San Giuseppe di Cairo, al servizio dell'omonimo comune.
Fermano soltanto treni regionali.